# Starsky et Hutch (film)
Pour plus de détails, voir Fiche technique et Distribution.
Starsky et Hutch (Starsky & Hutch) est un film américain réalisé par Todd Phillips et sorti en 2004. C'est l'adaptation de la série télévisée américaine des années 1970 Starsky et Hutch.
Ben Stiller et Owen Wilson y reprennent respectivement les rôles des inspecteurs David Starsky et Ken « Hutch » Hutchinson, incarnés par Paul Michael Glaser et David Soul dans la série. Ces derniers font d'ailleurs une apparition clin d’œil. Le film reçoit des critiques mitigées mais est un succès commercial.

## Synopsis
1975. Les inspecteurs David Starsky, flic macho, et Ken « Hutch » Hutchinson, considéré comme trop cool, sont contraints par leur supérieur, le capitaine Dobey, de faire équipe. Les deux policiers découvrent un cadavre sur la côte de Bay City. Avec l'aide d'Huggy « les bons tuyaux », ils plongent dans une enquête qui va les conduire à un homme d'affaires intouchable.

## Fiche technique
Sauf indication contraire, les informations mentionnées dans cette section peuvent être confirmées par la base de données cinématographiques IMDb,  présente dans la section « Liens externes ».
- Titre français : Starsky et Hutch
- Titre original : Starsky & Hutch
- Réalisation : Todd Phillips
- Scénaristes : John O'Brien, Todd Phillips et Scot Armstrong, d'après une histoire de Steve Long et John O'Brien, d'après les personnages créés par William Blinn
- Musique : Theodore Shapiro
- Directeur de la photographie : Barry Peterson
- Chef décorateur : Ed Verreaux
- Costumes : Louise Mingenbach
- Chef monteur : Leslie Jones
- Producteurs : Stuart Cornfeld, Akiva Goldsman, Tony Ludwig, Alan Riche et William Blinn

Producteurs exécutifs : Ben Stiller et Gil Adler
- Sociétés de production : Dimension Films, Warner Bros., Red Hour Films, Weed Road Pictures, AR-TL et Riche-Ludwig Productions
- Sociétés de distribution : Gaumont Buena Vista International (France), Warner Bros. (États-Unis), Walt Disney Studios Motion Pictures International/Dimension Films (international)
- Budget : 60 millions de dollars[1]
- Pays de production :  États-Unis
- Langues originales : anglais, coréen, espagnol
- Genre : comédie policière, action, buddy movie
- Durée : 101 minutes
- Dates de sortie : 
  - États-Unis : 5 mars 2004
  - France : 21 avril 2004
- Classification[2] :
  - États-Unis : PG-13
  - France : tous publics

## Distribution
- Ben Stiller (VF : Maurice Decoster[3] ; VQ : Alain Zouvi[4]) : l'inspecteur David Starsky
- Owen Wilson (VF : Éric Legrand[3] ; VQ : Luis de Cespedes) : l'inspecteur Ken « Hutch » Hutchinson
- Vince Vaughn (VF : Bernard Gabay[3] ; VQ : Daniel Picard) : Reese Feldman
- Snoop Dogg (VF : Jean-Paul Pitolin[3] ; VQ : Gilbert Lachance) : Huggy Bear Brown, dit « Huggy les bons tuyaux »
- Fred Williamson (VF : Thierry Desroses[3] ; VQ : Denis Mercier) : le capitaine Harold Dobey
- Will Ferrell (VF : Philippe Vincent[3] ; VQ : Manuel Tadros) : Big Earl (non crédité)
- Juliette Lewis (VQ : Violette Chauveau) : Kitty
- Jason Bateman (VF : Nicolas Marié[3] ; VQ : Jacques Lavallée) : Kevin
- Carmen Electra (VF : Nathalie Spitzer[3] ; VQ : Camille Cyr-Desmarais) : Staci
- Amy Smart (VF : Estelle Simon[3]) : Holly
- Terry Crews (VF : Bruno Dubernat) : Porter
- Brande Roderick (VF : Laurence Dourlens) : Heather
- Chris Penn (VF : Richard Leblond ; VQ : Pierre Auger): Manetti
- George Cheung : Chau
- Molly Sims (VF : Brigitte Berges) : Mme Feldman
- Scott L. Schwartz : Fat Ron
- Patton Oswalt (VF : Jean-Loup Horwitz ; VQ : Daniel Lesourd) : le DJ Disco
- Paul Michael Glaser (VF : Jacques Balutin[3] ; VQ : Hubert Gagnon) et David Soul (VF : Francis Lax[3] ; VQ : Jean-Luc Montminy) : les vendeurs de la nouvelle Gran Torino (caméo)

## Production

### Genèse et développement
En 1998 sortent les films Perdus dans l'espace et Chapeau melon et bottes de cuir, deux adaptations de séries télévisées. Les producteurs Alan Riche et Tony Ludwig souhaitent alors faire un film basé sur Starsky et Hutch. Ils contactent alors le créateur de la série, William Blinn, qui détient les droits. Ils présentent ensemble le projet à Warner Bros.. Le producteur Akiva Goldsman rejoint alors le projet.
Quand il apprend que le projet se développe, Ben Stiller contacte les producteurs pour obtenir à tout prix le rôle David Starsky. Il rejoint aussi le film comme producteur avec son partenaire Stuart Cornfeld. L'acteur propose par ailleurs le rôle de Hutch à son ami Owen Wilson. Pour le poste de réalisateur, Ben Stiller souhaite un spécialiste de l'humour et pense à Todd Phillips, auréolé du succès de Road Trip (2000) et prépare alors Retour à la fac. Il participe également à l'écriture du scénario. Thomas Lennon et Robert Ben Garant officient eux comme script doctors non crédités au générique.
Todd Phillips a abordé ce projet comme s'il tournait le pilote d'une série et a voulu tourner comme dans les années 1970 : « Ce film est fondé sur une série qui a été un phénomène lors de sa diffusion, et nous n'avions pas l'intention de la parodier ou de nous en moquer d'aucune manière. »

### Attribution des rôles
Vince Vaughn avait un temps été envisagé pour ce rôle. Don Cheadle et Chris Rock ont été pressentis pour le rôle de Huggy Bear. Bradley Cooper a quant à lui auditionné pour le rôle de Kevin Jutsum.
Antonio Fargas, qui incarnait Huggy dans la série, a été contacté pour faire une apparition dans le film. Le rôle est repris dans le film par le rappeur Snoop Dogg. Il avait obtenu ce rôle notamment en acceptant un caméo dans Retour à la fac que Todd Phillips tournait durant la préproduction de Starsky et Hutch.

### Tournage

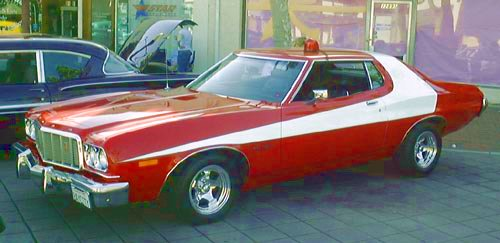
Une Ford Gran Torino similaire à celles du film

Le tournage a lieu d'avril à juin 2003. Il se déroule à Los Angeles (San Pedro, Playa del Rey, Downtown L.A., ...) et d'autres localités de Californie (Azusa, Santa Monica, Altadena, Manhattan Beach, Norwalk, Lancaster, Pasadena, Whittier, Marina Del Rey, Huntington Beach, Long Beach, Santa Clarita). Will Ferrell n'a tourné qu'une seule journée.
Neuf Ford Gran Torino ont été utilisées pour le film. Celles de la série n'étant plus disponibles, le coordinateur des véhicules Craig Lietzke a fait appel aux sociétés Premiere Studio Rentals et Cinema Vehicle Services pour customiser des véhicules. Ben Stiller a réalisé lui-même une partie des cascades routières, entrainé par le cascadeur Corey Eubanks. La Lincoln Continental de Huggy présente dans le film appartient à Snoop Dogg.

## Bande originale
L'album de la bande originale commercialisé par TVT contient divers chansons des années 1970.

### Liste des titres
1. Old Days - Chicago[8]
2. Dazz - Brick
3. Folsom Prison Blues - Johnny Cash
4. Right Back Where We Started From - Maxine Nightingale
5. Use Me - Bill Withers
6. Feel Like Makin Love - Dan Finnerty
7. Dancing Machine - The Jackson Five
8. The Weight - The Band
9. That's the Way (I Like It) - KC and the Sunshine Band
10. Don't Give Up On Us - Owen Wilson
11. I Want'a Do Something Freaky To You - Leon Haywood
12. Love Will Keep Us Together - Brigette Romanek
13. I'm A Ramblin' Man - Waylon Jennings
14. Afternoon Delight - Starland Vocal Band
15. Two Dragons - Theodore Shapiro

## Accueil

### Critique
Le film reçoit des critiques partagées dans la presse. Sur l'agrégateur américain Rotten Tomatoes, il récolte 63% d'opinions favorables des critiques et une note moyenne de ?⁄10. Le consensus suivant résume les critiques compilées par le site : « C'est inégal et parfois quelque peu sans but, mais Starsky & Hutch bénéficie de la chimie entre Stiller et Wilson et d'un scénario étonnamment chaleureux ». Sur Metacritic, il obtient une note moyenne de 55⁄100 pour 40 critiques.
En France, le film obtient une note moyenne de 2,9⁄5 sur le site Allociné, qui recense 14 titres de presse.

### Box-office
| Pays ou région    | Box-office        | Date d'arrêt du box-office | Nombre de semaines |
| ----------------- | ----------------- | -------------------------- | ------------------ |
| États-Unis Canada | 88 237 754 $      | 15 juillet 2004            | 17                 |
| France            | 1 518 572 entrées |                            | -                  |
| Total mondial     | 170 268 750 $     | -                          | -                  |

## Analyse